# المهاجمة (حبيش)

تعديل مصدري - تعديل

المهاجمة هي إحدى قرى عزلة بني معين بمديرية حبيش التابعة لمحافظة إب، بلغ تعداد سكانها 759 نسمة حسب تعداد اليمن لعام 2004.